# 대한민국 형사소송법 제335조
대한민국 형사소송법 제335조는 형의 집행유예 취소의 절차에 대한 형사소송법의 조문이다.

## 조문
제335조(형의 집행유예 취소의 절차) ① 형의 집행유예를 취소할 경우에는 검사는 피고인의 현재지 또는 최후의 거주지를 관할하는 법원에 청구하여야 한다.
②전항의 청구를 받은 법원은 피고인 또는 그 대리인의 의견을 물은 후에 결정을 하여야 한다.
③전항의 결정에 대하여는 즉시항고를 할 수 있다.
④전2항의 규정은 유예한 형을 선고할 경우에 준용한다.

第335條(刑의 執行猶豫 取消의 節次) ① 刑의 執行猶豫를 取消할 境遇에는 檢事는 被告人의 現在地 또는 最後의 居住地를 管轄하는 法院에 請求하여야 한다.
②前項의 請求를 받은 法院은 被告人 또는 그 代理人의 意見을 물은 後에 決定을 하여야 한다.
③前項의 決定에 對하여는 卽時抗告를 할 수 있다.
④前2項의 規定은 猶豫한 刑을 宣告할 境遇에 準用한다.

## 참조조문

### 형사소송규칙
형사소송규칙 제149조의2(자료의 제출) 형의 집행유예취소청구를 한 때에는 취소의 사유가 있다는 것을 인정할 수 있는 자료를 제출하여야 한다.
[본조신설 1996.12.3.]

형사소송규칙 제149조의3(청구서부본의 제출과 송달) ① 형법 제64조제2항의 규정에 의한 집행유예취소청구를 한 때에는 검사는 청구와 동시에 청구서의 부본을 법원에 제출하여야 한다.
②법원은 제1항의 부본을 받은 때에는 지체없이 집행유예의 선고를 받은 자에게 송달하여야 한다.
[본조신설 1996.12.3.]

형사소송규칙 제150조(출석명령) 형의 집행유예취소청구를 받은 법원은 법 제335조제2항의 규정에 의한 의견을 묻기 위하여 필요하다고 인정할 경우에는 집행유예의 선고를 받은 자 또는 그 대리인의 출석을 명할 수 있다.  <개정 1996.12.3.>

형사소송규칙 제150조의2(준용규정) 제149조 내지 제150조의 규정은 형법 제61조제2항의 규정에 의하여 유예한 형을 선고하는 경우에 준용한다.
[본조신설 1996.12.3.]

## 참고 문헌
- 손동권 신이철, 새로운 형사소송법(초판, 2013), 세창, 2013. ISBN 9788984114081